# Tobias Rotegård
Tobias Rotegård (* 8. Mai 2000) ist ein norwegischer Basketballspieler.

## Werdegang
Tobias Rotegård spielte für den Verein Kongsberg Miners, war in der Jugend Mannschaftskamerad seines Vetters Kristian Sjølund. Ab 2018 spielte Rotegård in den Vereinigten Staaten: Jeweils ein Spieljahr an der Oak Hill Academy (Mouth of Wilson im Bundesstaat Virginia) sowie an der Sunrise Christian Academy (Bel Aire im Bundesstaat Kansas). Für die Mannschaft der University of Alabama at Birmingham bestritt er 2020/21 insgesamt sieben Spiele, für die Mannschaft der Long Beach State University zwischen 2021 und 2023 kam der Norweger auf 65 Einsätze (3,1 Punkte je Begegnung).
Im Sommer 2023 wurde er vom deutschen Drittligisten Ehingen/Urspring verpflichtet. Aufgrund einer Handverletzung des Norwegers holte der Verein im August 2023 jedoch den US-Amerikaner Kerry Richardson als Ersatz. Rotegård spielte im Frühjahr 2024 in seinem Heimatland wieder für die Kongsberg Miners sowie anschließend für die South West Metro Pirates in Australien. Anfang November 2024 kehrte er nach Kongsberg zurück.
Kurz vor dem Ende des Jahres 2024 bestritt Rotegård seinen ersten Einsatz für den deutschen Drittligisten BBC Coburg. Dort spielte er bis zum Ende der Saison 2024/25.

### Nationalmannschaft
Rotegård nahm als norwegischer Jugendauswahlspieler unter anderem an B-Europameisterschaften der Altersklassen U16 und U18 teil, bei der Nordischen Meisterschaft 2019 wurde er als bester Spieler des Turniers ausgezeichnet. 2022 wurde er auch Mitglied der norwegischen Herrennationalmannschaft, nahm 2023 unter anderem an Ausscheidungsspielen für die Europameisterschaft 2025 teil.